# 問題意識
問題意識（もんだいいしき）とは、社会において存在している問題に対して、人々がそれの性質を見抜くなどといった形で、その問題に対して主体的に関わり合おうとする意識の特徴のことを言う。

## 概要
問題意識というのは企業経営においても重要とされている事柄である。企業においての従業員というのは問題意識を持った上で正解を出していくことが望ましいわけであるが、この場合に単に個人によって導き出された答えを社内で共有するにとどまらず、その答えに至るまでの過程である問題意識をも社内で共有することによって、社内において相手のことを仲間と思う気持ちが生まれ、一体感も高まるということである。